# Szkoła Polityczna ZKJ im. Josipa Broz Tity
Szkoła Polityczna Związku Komunistów Jugosławii im. Josipa Broz Tity (Политичкa школa СКЈ „Јосип Броз Тито”, Politička škola SKJ) – uczelnia Związku Komunistów Jugosławii, przygotowująca kadry partyjne z siedzibą w Kumrovcu, działała w latach 1975–1990.

## Historia
Pierwszą uczelnią polityczną ZKJ była Wyższa Szkoła Partyjna „Đuro Đaković” (Виша партијска школа „Ђуро Ђаковић”) w Belgradzie, która istniała w latach 1945–1954. Po zamknięciu szkoły w 1960 powołano Wyższą Szkołę Nauk Politycznych (Висока школа политичких наука), która w 1968 przekształciła się w Wydział Nauk Politycznych uniwersytetu w Belgradzie (Факултет политичких наука Универзитета у Београду). W 1975 roku Komitet Centralny ZKJ powołał Szkołę Polityczną ZKJ „Josip Broz Tito” (Политичкa школa СКЈ „Јосип Броз Тито”) w Kumrovcu, która działała do 1990 roku.

## Dyrektorzy
- 1975–1978 – Juraj Hrženjak
- 1978–1982 – Dušan Vejnović
- 1982–1986 – Ivica Račan
- 1986–1988 lub 1989 – Emil Rojc
- 1988 lub 1989–1990 – Mladen Žuvela[1]

## Siedziba
Siedziba uczelni mieściła się w miejscowości rodzinnej Tity, w Kumrovcu, obecnie w Chorwacji. Początkowo pomieszczono ją w Domu Pamięci Żołnierzy i Młodzieży (Spomen-dom boraca i omladine) w Kumrowcu (1975–1981), docelowo w nowo wybudowanym kompleksie edukacyjnym (o łącznej powierzchni 12 000 m²) w tejże miejscowości (1981–1990).